# 白鳥義久
白鳥義久（しらとり／しろとり よしひさ、生年不詳 - 天文15年12月20日（1547年1月11日））は戦国時代の出羽国の武将。出羽白鳥館主。白鳥義春の跡を継いだが、実は室町幕府第12代将軍足利義晴の庶子とする説もある。通称は十郎。息子には白鳥長久がいたと言われる。
白鳥氏当主として最上氏、延沢氏、天童氏などと覇を争った。天文15年12月20日（1547年1月11日）死去。法号は泰運永岩大禅定門。
義晴の子とする説があるが、年齢や没年などから少し考えにくい。